# Cmentarz wojenny nr 305 – Łąkta Dolna
Cmentarz wojenny nr 305 – Łąkta Dolna – cmentarz z I wojny światowej znajdujący się we wsi Łąkta Dolna w województwie małopolskim, w powiecie bocheńskim, w gminie Trzciana. Jest jednym z 400 zachodniogalicyjskich cmentarzy wojennych zbudowanych przez Oddział Grobów Wojennych C. i K. Komendantury Wojskowej w Krakowie. Z tej liczby w okręgu bocheńskim cmentarzy jest 46, w Łąkcie Dolnej 3.

## Położenie
Znajduje się na wzgórzu zwanym „Nagórze”, na wysokości 330 m n.p.m. Położony jest z dala od zabudowań, na odkrytym terenie pól uprawnych. Dzięki temu roztacza się z niego na południe szeroka panorama widokowa na szczyty Beskidu Wyspowego. W bliskiej jego okolicy znajdują się jeszcze 3 inne cmentarze z tej samej bitwy: Nr 306, Nr 307 i Nr 308. Do tych 4 cmentarzy prowadzi od głównych szos gruntowa droga Łąkta Dolna – Leszczyna. Można na nią wejść w Leszczynie z drogi nr 966 Muchówka – Leszczyna – Łapanów, kierując się na południe, lub od szosy biegnącej przez Łąktę Dolną, kierując się na północ (tutaj odcinek początkowy jest asfaltowany). Miejsca, w których należy skręcić z głównej szosy na tę boczną drogę, oznakowane są oryginalnymi betonowymi tablicami na betonowym słupku. Cmentarz 305 jest trudniejszy do odszukania, gdyż znajduje się z boku (w kierunku wschodnim) od gruntowej drogi biegnącej z Łąkty do Leszczyny.

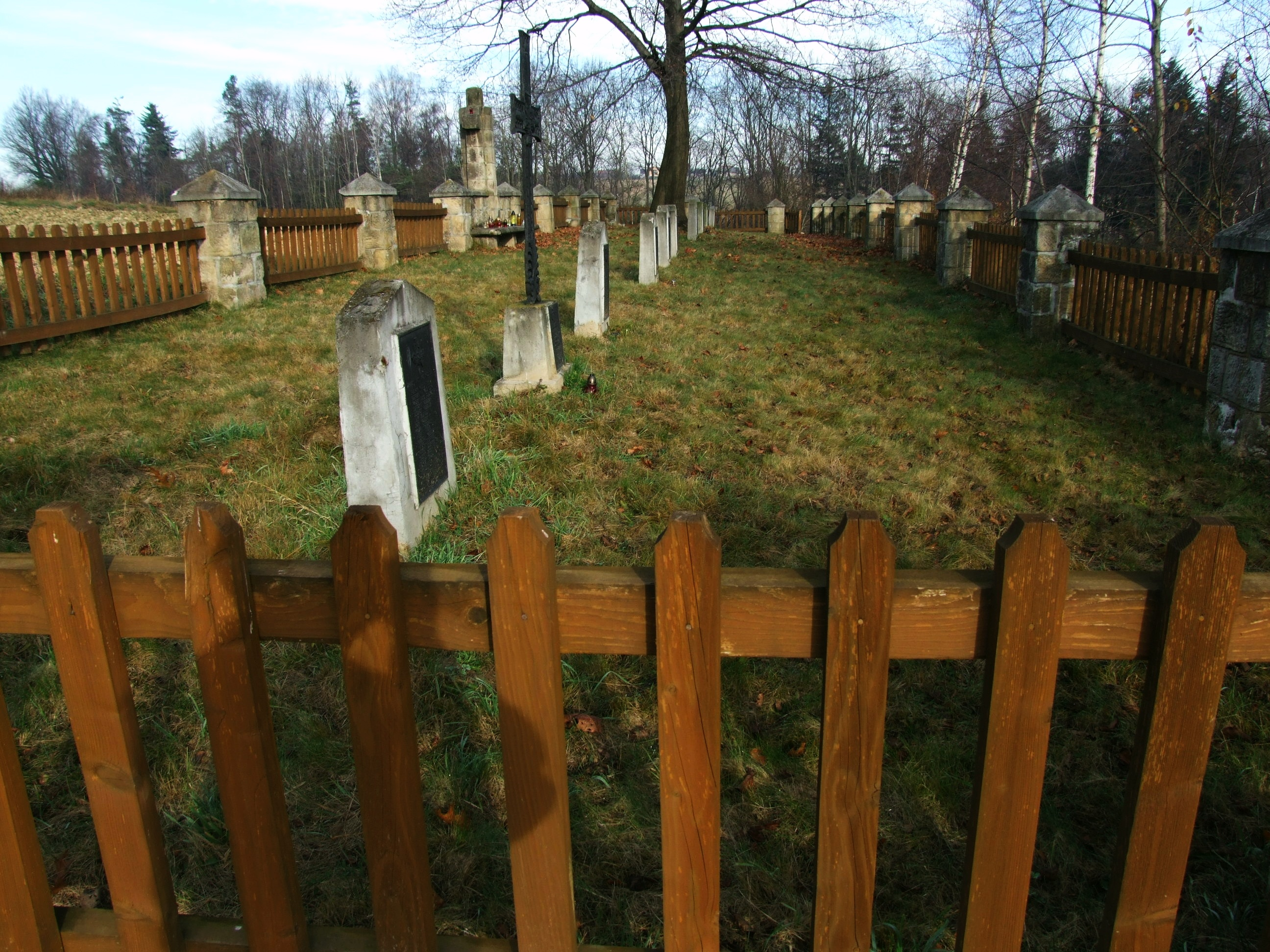
Ogólny wygląd

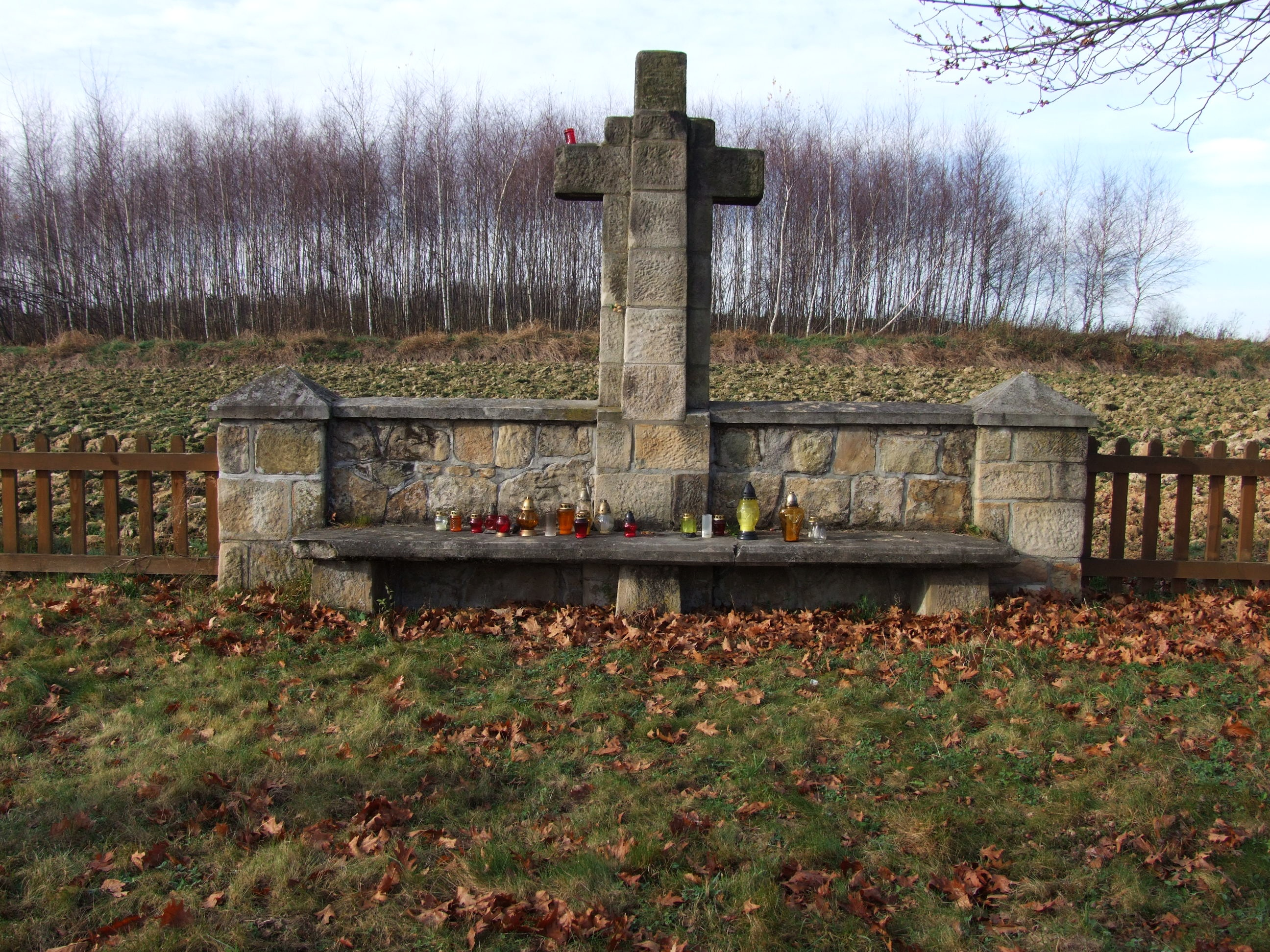
Ściana pomnikowa z krzyżem

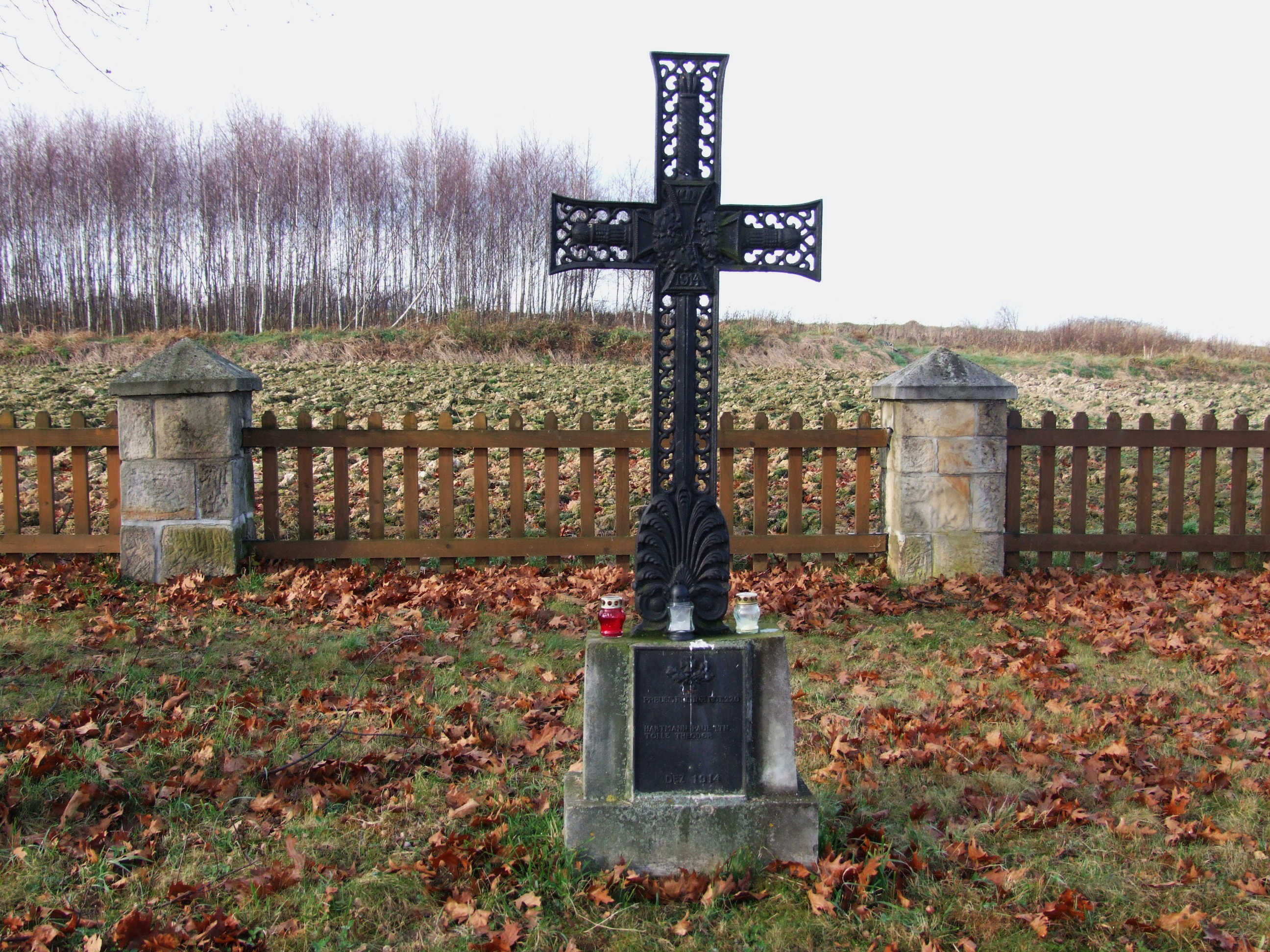
Krzyż żeliwny

## Historia
Pochowano tutaj 124 żołnierzy armii niemieckiej, którzy zginęli w dniach 6-10 grudnia 1914 w czasie operacji limanowsko-łapanowskiej. Byli żołnierzami 219 i 220 pruskiego pułku piechoty. Na okolicznych polach Łąkty Dolnej oddziały 47 pruskiej dywizji piechoty w krwawych bojach bez skutku usiłowały zdobyć pozycje umocnionych na wzgórzu Leszczyny żołnierzy armii rosyjskiej gen. Radko Dmitrijewa. Poniesione straty, jak również fakt, że wojska austriacko-niemieckie odniosły sukces na innych odcinkach frontu, co zagroziło im odcięciem dostaw i okrążeniem, zmusił Rosjan do wycofania się dalej na wschód. W walkach tych obydwie strony poniosły duże straty i w okolicach znajduje się wiele cmentarzy wojennych. Wszystkie wykonali Austriacy jeszcze w czasie trwania działań wojennych, gdy tylko wyparli Rosjan dalej na wschód.

## Opis cmentarza
Ma powierzchnię 302 m² i oparty jest na planie prostokąta. Ogrodzenie tworzą murowane z ciosanego kamienia niskie i masywne słupki, nakryte betonowymi daszkami. Pomiędzy słupkami znajduje się niski, ale masywny drewniany płot. Wejście przez niską drewnianą furtkę. Głównym elementem dekoracyjnym jest stojąca przy jednej ze ścian ogrodzenia murowana z kamienia ściana pomnikowa z krzyżem również murowanym z kamienia i betonową ławeczką. Przez środek cmentarza wykonano rząd 9 betonowych steli z żeliwnymi tablicami inskrypcyjnymi, na których tłoczone są nazwiska pochowanych żołnierzy oraz krzyż maltański z wiązanką liści laurowych. Oprócz tego jest na betonowym cokole jeden żeliwny, ażurowy krzyż. Na cokole krzyża znajduje się również żeliwna tablica inskrypcyjna z wytłoczonymi nazwiskami 2 żołnierzy. Na cmentarzu, przy ogrodzeniu rośnie jeden dąb.

## Losy cmentarza
Projektując taki cmentarz, Austriacy liczyli się z koniecznością jego późniejszego utrzymania. Niektóre bowiem elementy cmentarza wymagają konserwacji i okresowych remontów. W okresie Polski międzywojennej cmentarz jako nowy był jeszcze w dobrym stanie. Po II wojnie ranga cmentarza w świadomości społeczeństwa i ówczesnych władz zmalała, przybyły bowiem nowe, świeższe cmentarze i dramatyczne historie nowej wojny. Cmentarz ulegał w naturalny sposób niszczeniu przez czynniki pogody i roślinność. Dopiero od lat 90. zaczęto dbać o cmentarze z I wojny światowej. W 1994 cmentarz został wciągnięty na listę zabytków nieruchomych. W 2001 gmina Trzciana wykonała kapitalny remont cmentarza. Trawa na cmentarzu jest koszona i cmentarz jest na bieżąco pielęgnowany, również przez młodzież szkolną. W Święto Zmarłych młodzież szkolna zapala na cmentarzu znicze, a corocznie w październiku organizuje rajdy szlakami cmentarzy. W gminie Trzciana akcję tę zainicjował Tadeusz Olszewski, nauczyciel gimnazjum.